# Campionato di calcio della Repubblica Socialista Sovietica d'Estonia 1947
Il Campionato di calcio della Repubblica Socialista Sovietica d'Estonia 1947 era la massima divisione del campionato estone ed era un campionato regionale sovietico. La vittoria finale andò al Dünamo Tallinn che vinse il secondo titolo della sua storia.

## Formula
Il campionato era formato da cinque squadre che si incontrarono in gironi di andata e ritorno, per un totale di 8 partite.

## Classifica finale
|                       | Pos. | Squadra         | Pt | G | V | N | P | GF | GS | DR  |
| --------------------- | ---- | --------------- | -- | - | - | - | - | -- | -- | --- |
| RSS Estone (bandiera) | 1    | Dünamo Tallinn  | 14 | 8 | 7 | 0 | 1 | 35 | 5  | +30 |
|                       | 2    | BLTSK           | 11 | 8 | 5 | 1 | 2 | 14 | 7  | +7  |
|                       | 3    | Dünamo Rakvere  | 6  | 8 | 2 | 2 | 4 | 5  | 21 | -16 |
|                       | 4    | Esto Tallinn    | 5  | 8 | 1 | 3 | 4 | 10 | 10 | +0  |
|                       | 5    | Kalev Tallinn B | 4  | 8 | 1 | 2 | 5 | 5  | 26 | -21 |